# Alexander Ducas
Alexander Ducas (Geraldton, 11 dicembre 2000) è un cestista australiano.

## Carriera

### Nazionale
Nel 2019 ha partecipato, con la nazionale Under-19 australiana, al Mondiale di categoria, disputato in Grecia. Nel 2022 ha vinto, con la nazionale australiana, la medaglia d'oro ai Campionati asiatici.

## Statistiche

### College
| Anno      | Squadra            | PG  | PT  | MP   | TC%  | 3P%  | TL%  | RP  | AP  | PRP | SP  | PP   |
| --------- | ------------------ | --- | --- | ---- | ---- | ---- | ---- | --- | --- | --- | --- | ---- |
| 2019-2020 | Saint Mary's Gaels | 33  | 11  | 15,1 | 47,8 | 41,4 | 75,0 | 2,2 | 0,4 | 0,3 | 0,0 | 3,6  |
| 2020-2021 | Saint Mary's Gaels | 14  | 9   | 22,0 | 41,3 | 32,8 | 84,2 | 4,4 | 0,5 | 0,5 | 0,1 | 7,9  |
| 2021-2022 | Saint Mary's Gaels | 34  | 34  | 29,8 | 40,9 | 38,7 | 82,0 | 3,7 | 0,9 | 0,9 | 0,2 | 10,3 |
| 2022-2023 | Saint Mary's Gaels | 35  | 35  | 31,3 | 43,3 | 41,4 | 86,8 | 4,3 | 1,0 | 0,9 | 0,4 | 12,5 |
| 2023-2024 | Saint Mary's Gaels | 34  | 34  | 28,1 | 45,3 | 43,8 | 77,4 | 5,6 | 1,9 | 0,7 | 0,2 | 9,9  |
| Carriera  | Carriera           | 150 | 123 | 25,8 | 43,3 | 40,6 | 82,8 | 4,0 | 1,0 | 0,7 | 0,2 | 9,0  |

### NBA

#### Regular Season
| Anno       | Squadra          | PG | PT | MP  | TC%  | 3P%  | TL% | RP  | AP  | PRP | SP  | PP  |
| ---------- | ---------------- | -- | -- | --- | ---- | ---- | --- | --- | --- | --- | --- | --- |
| 2024-2025† | Oklahoma Thunder | 21 | 0  | 6,0 | 40,0 | 47,6 | 100 | 1,2 | 0,2 | 0,2 | 0,0 | 1,7 |
| Carriera   | Carriera         | 21 | 0  | 6,0 | 40,0 | 47,6 | 100 | 1,2 | 0,2 | 0,2 | 0,0 | 1,7 |

### G League
| Anno      | Squadra       | PG | PT | MP   | TC%  | 3P%  | TL%  | RP  | AP  | PRP | SP  | PP  |
| --------- | ------------- | -- | -- | ---- | ---- | ---- | ---- | --- | --- | --- | --- | --- |
| 2024-2025 | Oklahoma Blue | 6  | 6  | 25,4 | 23,9 | 21,2 | 75,0 | 2,7 | 0,7 | 1,0 | 0,0 | 5,8 |
| Carriera  | Carriera      | 6  | 6  | 25,4 | 23,9 | 21,2 | 75,0 | 2,7 | 0,7 | 1,0 | 0,0 | 5,8 |

## Palmarès
- Campionato NBA: 1

Oklahoma City Thunder: 2025